# مقاطعة خمير
 مقاطعة خمیر  (بالفارسية: شهرستان خمیر) هي إحدى مقاطعات في
محافظة هرمزغان في جنوب إيران. مركز مقاطعة خمیر هو مدينة خمير.

## التقسيمات الادارية لمقاطعة خمير
على أساس التقسيمات الإدارية الحديثة تنقسم مقاطعة خمير إلى بلدتين كبيرتين كالتالي :
- البلدة المركزية.

وتشمل قريتين كبيريتين كالتالي:
- -  دهستان خمیر 
  -  دهستان کهورستان

المدن: خمير
- بلدة روئيدر .

وتشمل 3 قرى كبيرة كالتالي:
- -  دهستان رودبار 
  -  دهستان رویدر

المدن: مدينة رويدر

## وصلات خارجية
- التقسيمات الادارية لمحافظة هرمزغان